# Riede (Dötlingen)
Die Riede ist ein Fließgewässer in der Gemeinde Dötlingen im Landkreis Oldenburg in Niedersachsen.
Der etwa 4 km lange Bach hat seine Quelle auf halber Strecke zwischen Dötlingen und Neerstedt. Er fließt in östlicher Richtung, unterquert die Landesstraße 872 und fließt südlich am Birkenbusch vorbei. Kurz darauf unterquert er die Bahnstrecke Delmenhorst–Hesepe und mündet schließlich in einem Wäldchen nördlich bei Hockensberg rechtsseitig in den Altonaer Mühlbach.

## Weblink
- Niedersachsenkarte – Landkreis Oldenburg